# Parelduiker
De parelduiker (Gavia arctica) is een vogel uit de familie van de duikers (Gaviidae). De wetenschappelijke naam van de soort werd in 1758 als Colymbus arcticus gepubliceerd door Carl Linnaeus.

## Veldkenmerken
De vogel is ongeveer 60 tot 70 cm groot, dus groter en met een zwaardere kop dan de roodkeelduiker. Een volwassen parelduiker is 's zomers van onderen wit en van boven zwart met kleine witte vlekken. De kop en de nek zijn grijs en de keel is zwartgestreept met een centrale, zwarte vlek. De snavel is zwart, recht en dolkvormig. 's Winters is de parelduiker van boven grijsbruin en van onderen wit met een duidelijke scheiding tussen witte keel en grijze nek. Het juveniel lijkt op een adult in de winter, maar heeft lichte, schubvormige vlekken op de rug.
De vleugelslag is langzamer en korter dan bij een roodkeelduiker. De roep is in de broedgebieden een ritmisch gehuil. In de vlucht is het een diepe, blaffende roep. In de winter is deze soort stil.

## Leefwijze
Het voedsel bestaat uit vissen, die al duikend worden gevangen. Het zijn zeer goede duikers, die zeer diep kunnen gaan (50 meter en meer). De vogel kan vrij goed vliegen, maar opstijgen vanuit het water is een beetje problematisch. Vanaf het land lukt dat zelfs helemaal niet.

## Verspreiding en leefgebied
De parelduiker broedt op eilanden in grote Noord-Europese meren. 's Winters en op de trek wordt hij langs kusten, maar soms ook op binnenwateren aangetroffen.
's Winters komen parelduikers langs de Europese kusten van de Noordzee en de Atlantische Oceaan voor. 's Zomers zijn ze in Scandinavië en Rusland te vinden. In Schotland en aan de kusten van Noorwegen verblijven ze het hele jaar.
Er worden 2 ondersoorten onderscheiden:
- G. a. arctica: noordwestelijk en het noordelijke deel van Centraal-Eurazië.
- G. a. viridigularis: noordoostelijk Siberië en westelijk Alaska.

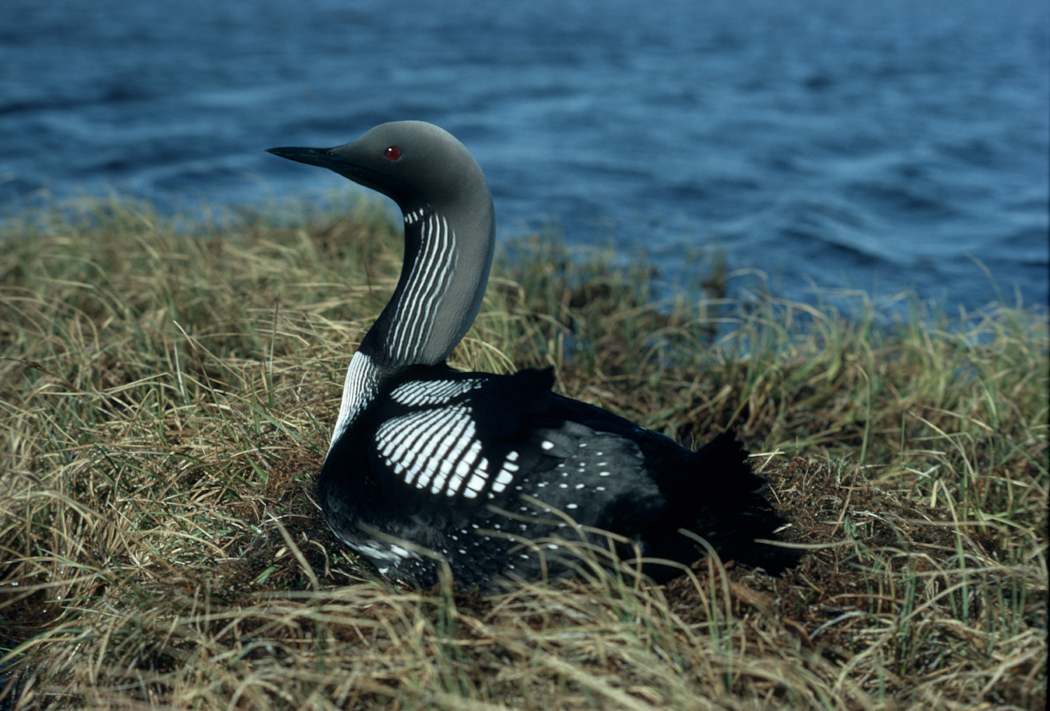

### Voorkomen in Nederland
De parelduiker komt evenals de roodkeelduiker tussen november en mei voor in het zuidoostelijk gedeelte van de Noordzee en in Nederlandse kustwateren. De soort is echter aanzienlijk zeldzamer dan de roodkeelduiker. Bij tellingen vanaf schepen wordt geschat dat in het noordelijk gedeelte in de buurt van Denemarken hoogstens 25% van de waargenomen duikers parelduikers zijn en dat dit percentage naar het zuiden toe (de Belgische kust) afneemt tot 1%. Het is een doortrekker en wintergast in zeer klein aantal, die ook wel op het IJsselmeer en de grote rivieren wordt aangetroffen.

## Status
Het leefgebied van de parelduiker wordt aangetast door verzurende stoffen en zware metalen die een groot ecologisch effect hebben op heldere, oligotrofe meren waarbij deze vogels broeden. Verder zijn ze uiterst gevoelig voor verstoring door bergwandelaars en sportvissers in hun broedgebied en 's winters lopen ze gevaar door olievervuiling in zeegebieden die intensief bevist worden. Ook windmolenparken hebben een ongunstig effect. Daardoor gaat deze watervogel in aantal achteruit. De parelduiker heeft echt een groot verspreidingsgebied en daardoor is de kans op de status kwetsbaar (voor uitsterven) gering. De grootte van de wereldpopulatie werd in 2009 geschat op 0,28 tot 1,5 miljoen individuen. Het tempo van achteruitgang ligt waarschijnlijk onder de 30% in tien jaar (minder dan 3,5% per jaar). Om deze redenen staat de parelduiker als niet bedreigd op de Rode Lijst van de IUCN.

## Andere betekenissen van het woordParelduiker
Een parelduiker kan ook iemand zijn die in zee naar schelpen voor parels duikt. Verder is er een Nederlands literair tijdschrift met de naam De Parelduiker.

## Video
- Parelduiker in haven en op zee; door Marc Plomp